# Тетрахлороаурат(III) водорода
Тетрахлороаура́т(III) водоро́да (золотохлористоводородная кислота). Является самым распространенным соединением золота, служит для получения большинства остальных соединений. Продажный реактив (в ампулах) имеет состав H[AuCl4] · nH2O, где n = 3 или 4.

## Получение

### Получение раствора H[AuCl4]
Металлическое золото растворяют в царской водке:
{\displaystyle {\ce {Au + HNO3 + 4HCl -> H[AuCl4] + NO + 2H2O}}}
Избыток азотной и хлористоводородной кислот удаляют упариванием, полученный раствор разбавляют до требуемой концентрации. Описанная методика или её варианты в основном используется в лабораторной практике, хотя похожие способы применяются и в производстве. Азотная кислота в данном случае играет двойную роль — окислителя и катализатора (точнее, катализатором являются оксиды азота). В качестве окислителя могут выступать и другие вещества, в частности, кислород воздуха, поэтому возможно снижение концентрации HNO3, как особо экологически опасного реагента, до уровня, обеспечивающего только каталитическое действие. Для большей эффективности такие процессы проводят в автоклавах, регулируя давление и температуру.
Другой способ получения H[AuCl4] предполагает анодное растворение металлического золота в соляной кислоте:
{\displaystyle {\ce {Au + 4HCl - 3e^- -> [AuCl4]- + 4H+}}}
Чтобы предотвратить выделение золота на катоде, электролиз проводится в ячейке с мембраной. Способ, в частности, используется для приготовления электролита при электрохимическом аффинаже золота. Часть золота присутствует в растворе в виде хлоридных комплексов золота(I) [AuCl2]−, что важно при низких концентрациях.
Раствор H[AuCl4] можно получить также прямым действием хлора или хлорной воды на металлическое золото в солянокислом растворе:
{\displaystyle {\ce {2Au + 3Cl2 + 2HCl -> 2H[AuCl4]}}}
Реакция лежит в основе широко используемого процесса «гидрохлорирования», применяемого для извлечения золота, в том числе из электронного лома и другого «богатого» сырья.
Помимо указанных, существует много других способов перевода золота в раствор, различающихся выбором окислителя (пероксид водорода, гипохлориты) или вариациями условий. Возможно также получение H[AuCl4] не из металлического золота, а например, растворением предварительно полученных трихлорида (Au2Cl6) или гидроксида (Au2O3 · xH2O) в соляной кислоте, хотя такой путь используется очень редко.

### Получение H[AuCl4] ·nH2O в твердом состоянии
Раствор, полученный, например, по способу (1), упаривают в чашке на водяной бане до кристаллизации и охлаждают. Иногда, с целью предотвращения разложения и выделения металлического золота, при упаривании рекомендуют в конце пропускать в расплав хлор. Отбирают выделившиеся кристаллы. Если масса полностью затвердела, то её быстро измельчают в ступке. Хранить продукт необходимо плотно закрытым, в эксикаторе над осушителем. В зависимости от того, в какой момент было остановлено выпаривание, продукт содержит от 3 до 4 молекул воды на одну молекулу H[AuCl4]. Советские/российские продажные препараты обычно имеют n = 4, что соответствует содержанию золота 48 %, иные n = 3.

## Физические свойства

### Свойства твердого H[AuCl4] ·nH2O
Кристаллизуется в виде жёлто-оранжевых игольчатых кристаллов. Реактив очень гигроскопичен. Хорошо растворим не только в воде, но и многих сухих кислородсодержащих органических растворителях: спиртах, простых и сложных эфирах, кетонах. Например, в сухом дибутиловом эфире диэтиленгликоля (дибутилкарбитоле) растворимость превышает 1 моль/л. Насыщенные растворы в органических растворителях часто являются жидкими сольватами определенной стехиометрии.
При нагревании на воздухе твердого H[AuCl4] · nH2O реактив плавится в кристаллизационной воде, быстро темнеет, становится темно-коричневым. Дальнейшее нагревание приводит к разложению с выделением металлического золота и светло-жёлтого порошка, по-видимому, AuCl. После продолжительного нагрева остается только металлическое золото. Значимой потери массы вследствие возгонки Au2Cl6 не наблюдается.
Нагревание H[AuCl4] · nH2O в токе хлора при 200 °С приводит к образованию трихлорида золота (Au2Cl6).
При охлаждении H[AuCl4] · 4H2O наблюдаются два фазовых перехода, при 290 K и 218 K.
Кристаллическая структура H[AuCl4] · 4H2O моноклинная, группа С2/m, параметры ячейки: a = 11,78, b = 4,62, c = 8,89 Å, β = 101,9°, Z = 2. Объем ячейки 473 Å3. Рассчитанная из кристаллографии плотность равна 2,89 г/см³. Строение аниона [AuCl
4]− — правильный квадрат с r(Au-Cl) 2,283—2,286 Å. Ион водорода H+ связан с двумя молекулами воды и образует ион H5O+
2.. Кристаллические структуры других соединений, содержащих анион [AuCl
4]−, очень разнообразны. Однако сам фрагмент AuCl4 во всех случаях имеет почти идеальную плоскоквадратную координацию с расстоянием Au—Cl 2,27—2,29 Å. Во многих случаях в аксиальных позициях к этому квадрату (над плоскостью или под ней) располагаются другие потенциально донорные атомы, достраивая общее окружение атома золота до тетрагональной (квадратной) пирамиды или бипирамиды. Расстояние до таких аксиальных атомов всегда больше суммы ковалентных радиусов атомов, но часто меньше суммы Ван-дер-Ваальсовых. В этих случаях говорят о координации атома золота 4 + 1 или 4 + 2.

### Свойства водных растворов H[AuCl4]
Цвет растворов жёлтый, при высокой концентрации оранжевый, при CAu < 10−4 моль/л практически неразличим.
Очень хорошо растворим в воде, концентрация насыщенного при 25 °С раствора составляет 77,9 %, что соответствует 10,34 моля H[AuCl4] на 1 кг воды. Плотность растворов практически линейно зависит от молярной концентрации:
ρ (кг/дм³) = 0,998 + 0,251 СAu (20 °С).
В спектре поглощения присутствуют две основные полосы: при ν = 31800 см−1 с ε = 5600 л·моль−1 · см−1 и при ν = 44200 см−1 с ε = 40000 л · моль−1 · см−1. В практических целях (аналитических определениях, научных исследованиях) чаще используют первую из них. В водно-органических и органических средах она может быть сдвинута в красную сторону на 1000—2000 см−1. Для получения качественных спектров необходимо иметь в виду гидролиз [AuCl4]−, поэтому следует выдерживать условие [H+][Cl−] > 10−4; наилучшей средой является 0,1 моль/л HCl.
Удельная ионная электропроводность [AuCl
4]− равна λAuCl4 = 60,3 см² · Ом−1·эк−1 (25 °С, CAu = 0,01 моль/л). Определены коэффициенты активности H[AuCl
4] в водных растворах и растворах соляной или серной кислот.

## Химические свойства
Сильный электролит, полностью диссоциирован на H+ и [AuCl
4]−:
{\displaystyle {\ce {H[AuCl4] -> H^+ + [AuCl4]^-}}}

### Образование простых солей
Являясь сильной кислотой, H[AuCl
4] может образовывать простые соли по реакциям нейтрализации или обмена без изменения аниона [AuCl
4]−. По стандартной номенклатуре — тетрахлорауриаты, однако в настоящее время повсеместно используется название тетрахлороаураты или хлороаураты (tetrachloroaurates, chloroaurates). Хорошо известны простые соли лития, натрия, калия, рубидия, цезия, аммония общей формулы M[AuCl
4] · nH2O. Растворимость солей в воде в целом уменьшается от Li+ к Cs+:
| Ион                                     | Li+ | Na+ | K+ | Rb+ | Cs+ |
| --------------------------------------- | --- | --- | -- | --- | --- |
| Растворимость (20 °C), г/100 г раствора | 58  | 60  | 38 | 9   | 0,8 |

Наиболее распространены соли натрия Na[AuCl4] · 2H2O и калия K[AuCl4] · 2H2O, которые могут быть получены кристаллизацией из раствора после упаривания и охлаждения. При длительном высушивании над оксидом фосфора(V) вода частично теряется, полученные продукты приблизительно соответствуют M[AuCl
4] · 0,5H2O.

### Реакции осаждения
Являясь крупным анионом, [AuCl
4]- способен осаждать многие крупные катионы, в том числе комплексные. Так, если Na[AuCl4] и K[AuCl4] хорошо растворимы, то соль Cs[AuCl4] малорастворима. Плохо растворима соль Tl[AuCl4] · 5H2O; соли четвертичных аммониевых оснований (ЧАО): Et4N[AuCl4] (lg Ks = −5,95, где Ks — произведение растворимости), Bu4N[AuCl4] (lg Ks = −9,10), Hex4N[AuCl4] (lg Ks = −12,9). Из комплексных малорастворимых солей можно отметить [Au(dipy)Cl2][AuCl4] (lg Ks = −8,6); [Co(NH3)6][AuCl4]Cl2' (lg Ks = −7,4); [Co(en)3][AuCl4]2Cl (lg Ks = −7,4), где dipy —  2,2'-дипиридил, en — этилендиамин.

### Замещение лигандов
Реакции замещения лигандов являются важнейшими в химии золота(III) и золота(I). По обычной классификации золото(III) является типичным металлом класса Б. При всех превращениях в растворе существует только в виде комплексных форм с координационным числом 4 в подавляющем большинстве случаев. По сравнению с комплексами золота(I), скорости процессов замещения (обмена) лигандов обычно невелики. В отличие от большинства ионов других металлов, для золота(III) получение аква-иона [Au(H2O)
4]3+ практически невозможно. Во-первых, он является сильной кислотой и нацело диссоциирует, отщепляя протоны и переходя в смешанные аквагидроксокомплексы. По-видимому, наиболее близким из практически доступных к аква-иону является комплекс [Au(OH)2(H2O)
2]+, получение которого также требует особых условий и высокой кислотности. Во-вторых, аква-ион является сильным окислителем (E0
3/0 = 1,58 В, оценка), и по этой причине тоже не может устойчиво существовать в водном растворе. Поэтому для золота(III) принят «хлоридный нуль» отсчёта, когда вместо исходного аква-иона рассматривается анион [AuCl
4]-. Соответственно, вместо обычных равновесий образования MXiz−i, с константами βi = [MXiz−i]/[Mz+][X-]i, используют равновесия замещения AuCl-
4 + iX− = AuXiCl−
4−i + iCl−, для которых βi = [AuXiCl−
4−i][Cl−]i/[AuCl−
4][X−]i. С практической точки зрения это означает, что при любых расчётах, помимо равновесной концентрации входящего лиганда [X−], нужно учитывать и равновесную концентрацию замещаемого лиганда [Cl−]. Все такие процессы протекают ступенчато. Константы равновесий замещения для [AuCl4]− приведены ниже
а) X− = Br−: lg β1 = 2,53; lg β2 = 4,56; lg β3 = 4,56; lg β4 = 7,74 (20 °C, ионная сила I = 0,1).
б) X− = OH−: lg β1 = 7,84; lg β2 = 14,79; lg β3 = 20,92; lg β4 = 25,98 (25 °C, I = 1. При обычных условиях полное замещение Cl- на OH- с образованием [Au(OH)4]− требует около суток.
в) X- = SCN-: lg β4 = 18,3 (25 °С), комплекс [Au(SCN)4]- неустойчив и переходит в [Au(SCN)2]− и (SCN)2.
г) X = NH3: lg β1 = 6,73 (25 °C, I = 1); lg β4 = 16,7 (оценка, 25 °C, I = 1); lg β4 = 34,2 (25 °С, I = 10). После первой ступени замещение протекает крайне медленно.
д) X = py (пиридин, C5H5N): lg β1 = 3,3 (25 °C, I = 1). Дальнейшее замещение с образованием [Au(py)2Cl2]+ требует очень высокой концентрации пиридина.
e) X = dipy (2,2'-дипиридил, (C5H4N)2, бидентатный лиганд): lg β1 = 8,2 (25 °C, I = 1). Комплекс [Au(dipy)Cl2]+ способен образовывать осадок с [AuCl4]−:
{\displaystyle {\ce {[Au(dipy)Cl2]^+ + [AuCl4]^- -> {[Au(dipy)Cl2][AuCl4]}_{solid},}}} lg Ks = −8,6. Комплексы с двумя молекулами дипиридила не получены.
ж) X = phen (1,10-фенантролин, C12H8N2, бидентатный лиганд): lg β1 = 9,5 (25 °C, I = 1). Комплексы с двумя молекулами фенантролина не получены.
з) X = en (этилендиамин, H2N−CH2−CH2−NH2, бидентатный лиганд): lg β1 = 16,2; lg β2 = 27,7 (25 °C, I = 1).
и) X = dien (диэтилентриамин, H2N−(CH2)2−NH−(CH2)2−NH2), тридентатный лиганд: lg β1 = 22,7 (25 °C, I = 1 M).
к) X = OH−, H2O. Большое значение имеет гидролиз [AuCl
4]-. Различают кислый и щелочной гидролиз с образованием AuCl3(H2O) или [AuCl3(OH)]−, соответственно: [AuCl
4]- + H2O = AuCl3(H2O) + Cl−, lg Kh1 = −5,1 (25 °C, I = 0 M); [AuCl4]- + H2O = [AuCl3(OH)]− + H+ + Cl−, lg Kh2 = −5,86 (25 °C, I = 1). Если раствор, помимо H[AuCl
4], не содержит дополнительно сильной кислоты или хлоридов, то уже при CAu = 0,01 M вклад гидролизованных форм составляет около 10 % и при дальнейшем разбавлении возрастает. Для подавления гидролиза (снижения вклада гидролизованных форм ниже 1 %) следует выдерживать условие [H+][Cl−] > 10−4, например, при помощи добавления соляной кислоты.
Фторидные комплексы золота(III) в растворе неизвестны. При добавлении к H[AuCl
4] раствора AgF, так же как и AgNO3, выпадает осадок дигидрата оксида золота(III) Au2O3·2H2O  и AgCl.
Продуктов замещения Cl− в [AuCl
4]− на лиганды — остатки карбоновых кислот, в том числе многоосновных, в водных растворах не обнаружено. Вместо этого наблюдается восстановление. Таким образом, замещение всё же происходит, однако его скорость гораздо ниже, чем скорость самовосстановления промежуточного комплекса.
В области высоких концентраций соляной кислоты (> 2 моль/л) наблюдаются изменения в спектре [AuCl
4]−, которые относят к образованию в растворе малоустойчивого комплекса [AuCl5]2−.

### Окислительно-восстановительные процессы
Тетрахлороаурат-ион [AuCl
4]− является сильным окислителем, стандартный потенциал E0
3/0 = 1,000 В ([AuCl
4]− + 3e− = Au0 + 4Cl−). Способен окислять многие вещества, восстанавливаясь до золота(I) или золота(0). На этом основаны многие синтезы комплексов золота(I), особенно с органическими лигандами, когда часть лиганда расходуется на восстановление, а из части избытка формируется внутренняя сфера комплекса золота(I). Примером является образование комплексов золота(I) с тиомочевиной (tu, (NH2)2CS):
{\displaystyle {\ce {[AuCl4]^- + 4tu -> [Au(tu)2]^+ + fds^2+ + 4Cl^-}}}
где fds2+ — формамидиндисульфид ((NH2)2CS)2+
2). Аналогично протекают процессы с I− (образуются [AuI
2]− и I2), SCN− ([Au(SCN)2]− и (SCN)2), SO2−
3 ([Au(SO3)3]2− и SO2−
4, комплекс устойчив в нейтральной или щелочной среде), S2O2−
3 ([Au(S2O3)2]2− и S4O2−
6), остатками некоторых аминокислот (цистеин) и др:
{\displaystyle {\ce {AuCl4^- + 4 I^- -> [AuI2]^- + I2 + 4 Cl^-}}}
{\displaystyle {\ce {AuCl4^- + 4 SCN^- -> [Au(SCN)2]^- + (SCN)2 + 4 Cl^-}}}
Часто используют также комбинированный способ, восстанавливая [AuCl4]− до [AuCl2]− стехиометрическим количеством сульфита
{\displaystyle {\ce {[AuCl4]^- + SO3^2- + H2O -> [AuCl2]^- + SO4^2- + 2H^+ + Cl^-}}}
и быстро вводя требуемый лиганд, который замещает хлорид-ионы в [AuCl2]−. При недостатке лиганда могут образовываться и смешанные комплексы золота(I) типа [AuClX]−.
Для восстановления [AuCl4]− до металлического золота в кислой среде используют железо(II), сернистый газ или сульфитсодержащие препараты, органические восстановители, гидразин N2H4 или его соли:
{\displaystyle {\ce {2[AuCl4]^- + 3Fe^2+ -> 2Au^0 + 3Fe^3+ + 8Cl^-}}}
{\displaystyle {\ce {4[AuCl4]^- + 3N2H4 -> 4Au + 3N2 + 12H+ + 16Cl^-}}}
{\displaystyle {\ce {2[AuCl4]^- + 3SO3^2- + 3H2O -> 2Au^0 + 3SO4^2- + 6H^+ + 8Cl^-}}}
Восстановление сульфитом наиболее распространено. Процесс ведут при комнатной температуре в сильнокислой (рН < 1) среде, которая предотвращает выпадение гидроксидов других металлов. Также, могут использовать метабисульфиты, чаще всего, метабисульфиты калия и натрия:
{\displaystyle {\ce {3Na2S2O5 + 2H[AuCl4] + 3H2O ->[H^+] 2Au v + 3Na2SO4 + 8HCl + 3SO2 ^}}}
Органические восстановители, такие как щавелевая или муравьиная кислоты, формальдегид требуют длительного (несколько часов) нагревания или кипячения раствора. Распространенное восстановление гидразином требует pH > 3. Восстановление металлами (железом, цинком и др.) обычно проводят, когда требуется доизвлечение золота из растворов с низкой концентрацией. В нейтральной и щелочной среде спектр восстановителей, особенно органических, шире, и процессы идут быстрее.
Несмотря на высокий потенциал, окислительно-восстановительные процессы с участием H[AuCl4] часто являются медленными при обычных условиях и особенно при низких рН. Так, растворы и экстракты H[AuCl4] во многих органических растворителях (спиртах, простых и сложных эфирах, кетонах) вполне устойчивы, и появления металлического золота не наблюдается в течение нескольких месяцев.
Для золота(III), и в частности для [AuCl4]−, важным процессом является конпропорционирование, которое регулирует соотношение между формами золота в разных степенях окисления
{\displaystyle {\ce {[AuCl4]^- + 2Au^0 + 2Cl^- -> 3[AuCl2]^- ,}}} lg K = −6,3.
Высокий окислительно-восстановительный потенциал H[AuCl4] делает возможным электрохимический аффинаж золота (E. Wohlwill, 1874) — процесс, при помощи которого в настоящее время получают основное количество золота с чистотой около 99,99%. В ходе электролиза анод из «грязного» золота растворяется, а чистое золото осаждается на катоде. Электролитом служит раствор H[AuCl4] в соляной кислоте. При таком высоком потенциале катода другие металлы, в том числе платиновые, выделяться на нём не могут и остаются в растворе.
Для получения коллоидных растворов золота(0) используют различные восстановители — органические, боргидрид натрия, гидразин. В зависимости от размера частиц цвет растворов может быть розовым, синим, красным. Наиболее популярным восстановителем является лимонная кислота или её натриевая соль (цитрат натрия). Обычно процесс ведут при нагревании до 100 °С, средний диаметр получаемых частиц 20 нм. Полученные коллоидные растворы очень устойчивы. Известно, например, что полученные ещё М. Фарадеем образцы просуществовали почти сто лет, пока не были уничтожены во время бомбёжки во время Второй мировой войны.

### Экстракционные процессы
Процессы жидкостной экстракции очень распространены в практических приложениях химии золота. Используются для извлечения, концентрирования, очистки, аналитических определений.
Наибольшее значение имеет экстракция H[AuCl4] из солянокислых сред кислородсодержащими экстрагентами — спиртами, кетонами, простыми и сложными эфирами. Экстракция идет по гидратно-сольватному механизму, основное равновесие с образованием сольвата в органической фазе устанавливается быстро и имеет вид
{\displaystyle {\ce {{H^{+}}_{aq}+{[AuCl]^{-}}_{aq}+{h}_{S}{S}_{org}+{h}_{W}H2O->\{H+{(H2O)}_{{h}_{W}}{S}_{{h}_{S}}\}\{{[AuCl4]^{-}\}}_{org},}}}
где S — экстрагент, hs и hw — сольватное и гидратное числа. В дополнение к основному, реализуются и другие процессы. Концентрация золота(III) в экстрактах может превышать 1 моль/л, тем не менее, его восстановления не наблюдается в течение долгого времени. Коэффициенты распределения D = CAu org/CAu aq в зависимости от экстрагента изменяются в очень широких пределах. Кроме того, они зависят от концентрации соляной кислоты и золота(III). Однако при умеренных CHCl (например, 1 моль/л) они значительно превышают коэффициенты распределения
для подавляющего большинства ионов остальных металлов. Поэтому такие процессы широко используются для извлечения H[AuCl4] из многокомпонентных растворов с целью анализа либо очистки. В частности, их применяют для получения особо высокочистого золота. Наиболее распространенными экстрагентами являются дибутилкарбитол, метилизобутилкетон, трибутилфосфат, хлорекс (дихлордиэтиловый эфир). Экстракты часто электропроводны.
Распространённая для цианидных комплексов золота(I) анионообменная экстракция при помощи солей аминов или четвертичных аммониевых оснований для золота(III) тоже возможна
{\displaystyle {\ce {{[AuCl4]^{-}}_{aq}+{NR4X}_{org}->{X^{-}}_{aq}+{NR4[AuCl4]}_{org}}}}
где NR4X — соль ЧАО, растворенная в органическом растворителе. Однако такие процессы используются редко и только для невысоких концентраций золота. В частности, экстракция в виде Bu4N[AuCl4] в хлороформе предложена для экстракционно-фотометрического определения золота. В данном случае окраска органической фазы обусловлена спектром [AuCl4]−.
Экстракция AuCl−
4 в виде ионных ассоциатов с катионами красителей (R+), в частности трифенилметановых,
{\displaystyle {\ce {{[AuCl4]^{-}}_{aq}+{R^{+}}_{aq}->{\{R^{+}[AuCl4]^{-}\}}_{org}}}}
используется в аналитической химии золота для определения малых количеств. Например, можно использовать бриллиантовый зелёный, кристаллический фиолетовый и др. Окраска не очень устойчива из-за окислительно-восстановительных процессов. В качестве растворителя можно использовать толуол, ксилол, сложные эфиры (бутилацетат, изоамилацетат и др.).
Для извлечения и концентрирования довольно широко применяется координационная экстракция золота(III) органическими сульфидами в неполярных или малополярных растворителях (CCl4, толуол, гептан, бензол)
{\displaystyle {\ce {{[AuCl4]^{-}}_{aq}+{R2S}_{org}->{AuCl3(R2S)}_{org}+{Cl^{-}}_{aq},{K}_{ex}}}}.
Несмотря на необходимость замещения лигандов, скорость процесса довольно высока, и равновесие достигается приблизительно за 10 мин. Извлечение является количественным. Например, для диоктилсульфида в толуоле lg Kex = 4,9. Далее в органической фазе золото(III) восстанавливается до золота(I) избытком сульфида
{\displaystyle {\ce {AuCl3(R2S) + R2S + H2O -> AuCl(R2S) + R2SO + 2H^+ + 2Cl^- ,}}}
с превращением части экстрагента в сульфоксид.